# Klasse van gladde witbol en havikskruiden
De klasse van gladde witbol en havikskruiden (Melampyro-Holcetea mollis) is een klasse van syntaxa die meso-oligotrafente, schaduwminnende zoomvegetatie omvat.

## Naamgeving en codering
| Melampyro pratensis-Holcetea mollis Pass. ex Weeda & Haveman class. nov. |

- Syntaxoncode voor Nederland (rVvN): r18

De wetenschappelijke naam Melampyro-Holcetea mollis is afgeleid van de botanische namen van de kensoorten hengel (Melampyrum pratense) en gladde witbol (Holcus mollis). Verscheidene vegetatiekundigen opperen dat het beter is om aan het prefix Melampyro niet het afgeleide epitethon pratensis toe te voegen, omdat ook er ook andere soorten zwartkoren (Melampyrum) diagnostisch zijn voor de klasse, waaronder vooral boszwartkoren (Melampyrum sylvaticum). De oorspronkelijke syntaxonnaam die Harro Passarge aan deze klasse gaf toen hij het opstelde was eveneens Melampyro-Holcetea mollis.

## Fysiognomie

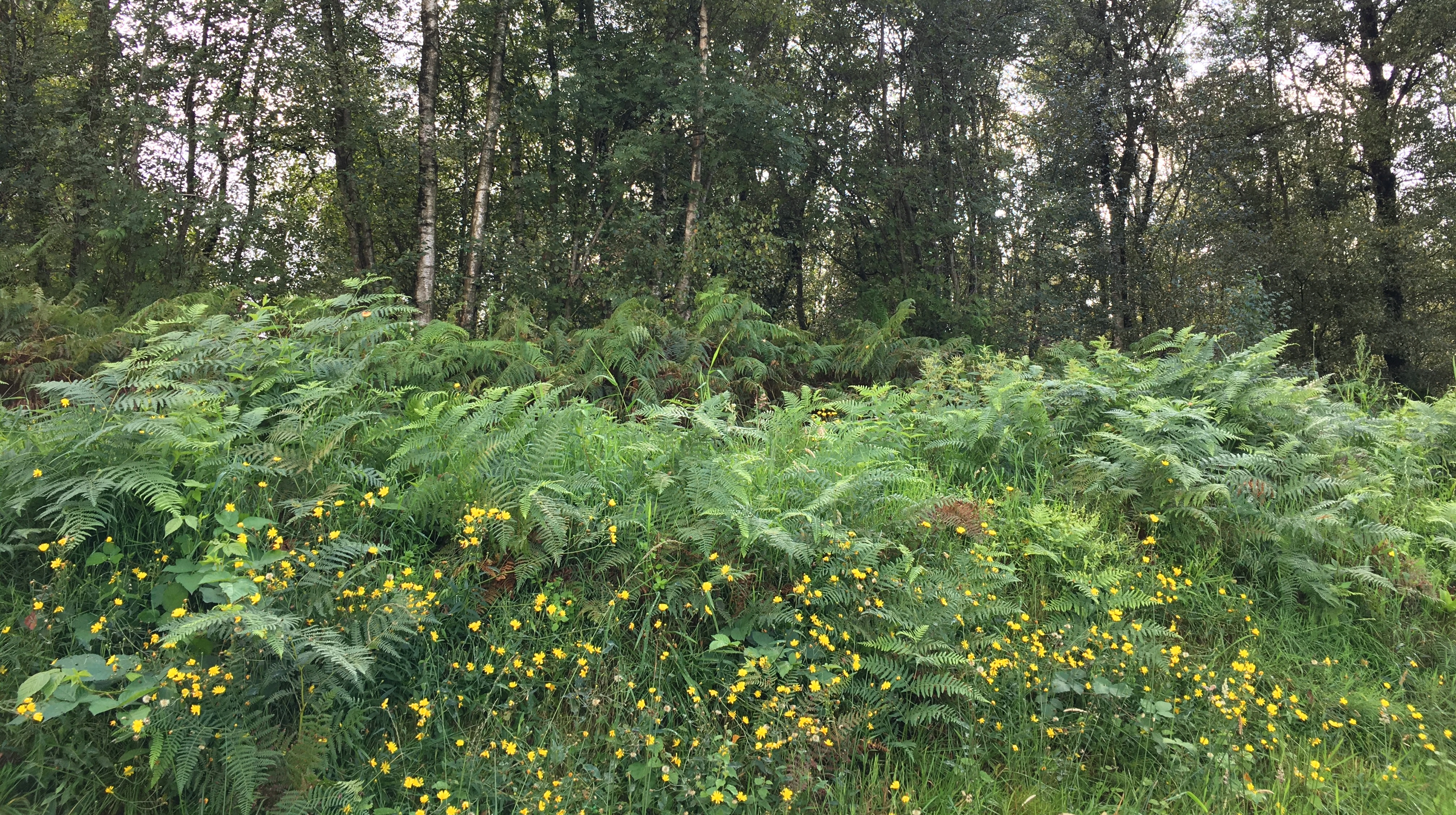
Een boszoom waarin adelaarsvaren en haviksruiden het aspect bepalen.

De fysiognomie van de klasse van gladde witbol en havikskruiden is vrij variabel en komt duidelijker tot uitdrukking in de lagere syntaxa (vooral op verbondsniveau). Dikwijls omvat de klasse grazige vegetatie waarin vaak kruiden en/of varens het vegetatieaspect bepalen. Opvallend is dat in veel gemeenschappen uit deze klasse het zomeraspect door geelbloeiende soorten wordt bepaald.
Symmorfologisch is de vegetatie van de klasse vaak eveneens variabel en vrij complex. De vegetatiestructuur wordt meestal gevormd door een goed ontwikkelde moslaag en doorgaans twee kruidlagen. Een struiklaag ontbreekt. Strikt genomen is een 'echte' boomlaag afwezig, maar zeer vaak groeit de vegetatie onder laanbomen, die tot aanplant behoren. 
De gemeenschappen treden (tegenwoordig) dikwijls lintvormig in het landschap op en manifesteren zich als grazige zoomvegetatie.

## Ecologie

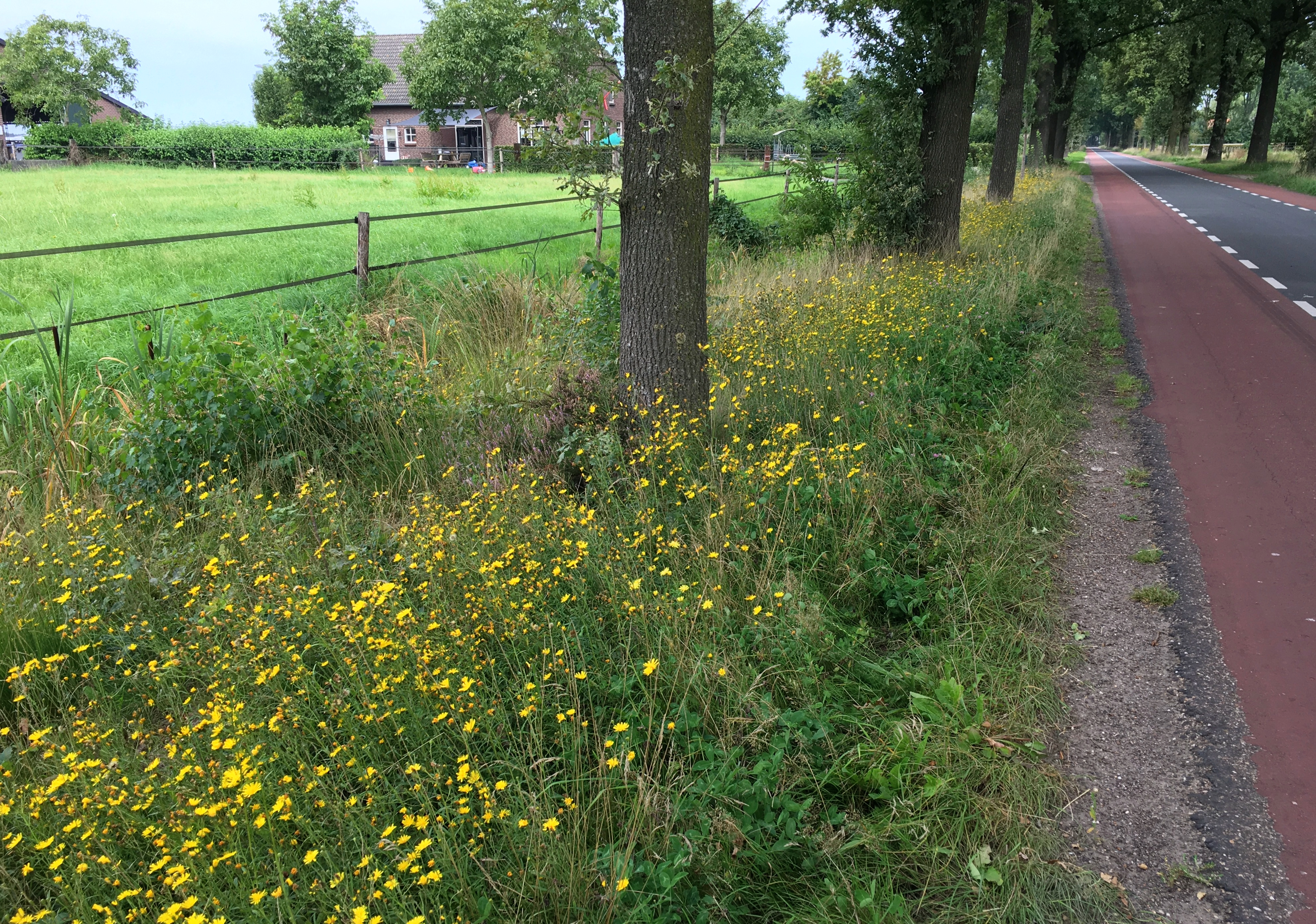
Zoomvegetatie uit het verbond van gladde witbol en havikskruiden onder een eikenlaan.

De vegetatie van de klasse van gladde witbol en havikskruiden komt voor op beschaduwde tot halfbeschaduwde standplaatsen op oligotrofe tot mesotrofe (overwegend meso-oligotrofe) zand- en leemgronden. Het gaat om kalkloze tot kalkarme zandgronden met een lage of neutrale pH.
Opvallend is dat de standplaatsen van de klasse van gladde witbol en havikskruiden hoofdzakelijk antropogene, lintvormige landschapselementen betreft waarlangs, waaronder of waarin de gemeenschappen zich als halfnatuurlijke zoomvegetatie ontwikkelen. Het gaat om standplaatsen als lanen, bermen, bosranden, singels, houtwallen, holle wegen, greppelkanten en steilkanten. Opvallend is verder dat deze zomen vaak geen contact maken met mantels. De voornoemde karakteristieke standplaatsen zijn in feite refugia die lijken op hun historische standplaats.
Tot in het begin van de 20e eeuw hadden de meeste soorten van de klasse van gladde witbol en havikskruiden een plek in de kruidlaag van bosgemeenschappen van de klasse van eiken- en beukenbossen op voedselarme grond en soms ook in het haagbeuk-verbond die als hakhout of als middenbos werden beheerd. Het optreden van de gemeenschappen van de klasse van gladde witbol en havikskruiden was een fase van de kapcyclus; zodra het bos zich weer herstelde was nam de vitaliteit van de soorten steeds verder af.
Er is weinig wetenschappelijk onderzoek verricht over waar de klasse van gladde witbol en havikskruiden in volledig natuurlijke landschappen voorkomt of voorkwam als natuurlijke vegetatie. Hoogstwaarschijnlijk namen deze gemeenschappen maar een bescheiden plaats in en kwamen zij kleinschalig voor op beekoeverwallen, steile dalhellingen en open plekken.

## Onderliggende syntaxa in Nederland en Vlaanderen
De klasse wordt in Nederland en Vlaanderen vertegenwoordigd door één orde met een drietal verbonden. In totaal omvat de klasse alhier een zestal associaties.
- - orde van gladde witbol en havikskruiden (Melampyro-Holcetalia mollis)
    - verbond van gladde witbol en havikskruiden (Melampyrion pratensis)
      - associatie van hengel en gladde witbol (Hyperico pulchri-Melampyretum)
      - associatie van boshavikskruid en gladde witbol (Melampyro pratensis-Hieracietum sabaudi)
      - associatie van eikvaren en knopjesmos (Aulacomnio-Polypodietum)

    - schaduwgras-verbond (Poion nemoralis)
      - schaduwgras-associatie (Veronico chamaedryos-Poetum nemoralis)

    - dubbelloof-verbond (Holco mollis-Athyrion)
      - beukvaren-associatie (Pseudotaxiphyllo-Phegopteridetum)
      - stippelvaren-associatie (Luzulo-Thelypteridetum limbospermae)

Rompgemeenschappen
- rompgemeenschap met gladde witbol (RG Holcus mollis-[Melampyro-Holcetea mollis])
- rompgemeenschap met adelaarsvaren (RG Pteridium aquilinum-[Melampyro-Holcetea mollis])
- rompgemeenschap met hengel (RG Melampyrum pratensis-[Melampyro-Holcetea mollis])
- rompgemeenschap met valse salie (RG Teucrium scorodonia-[Melampyro-Holcetea mollis])
- rompgemeenschap met grote muur (RG Stellaria holostea-[Melampyro-Holcetea mollis])
- rompgemeenschap met dubbelloof (RG Struthiopteris spicant-[Holco mollis-Athyrion])

## Syndynamiek

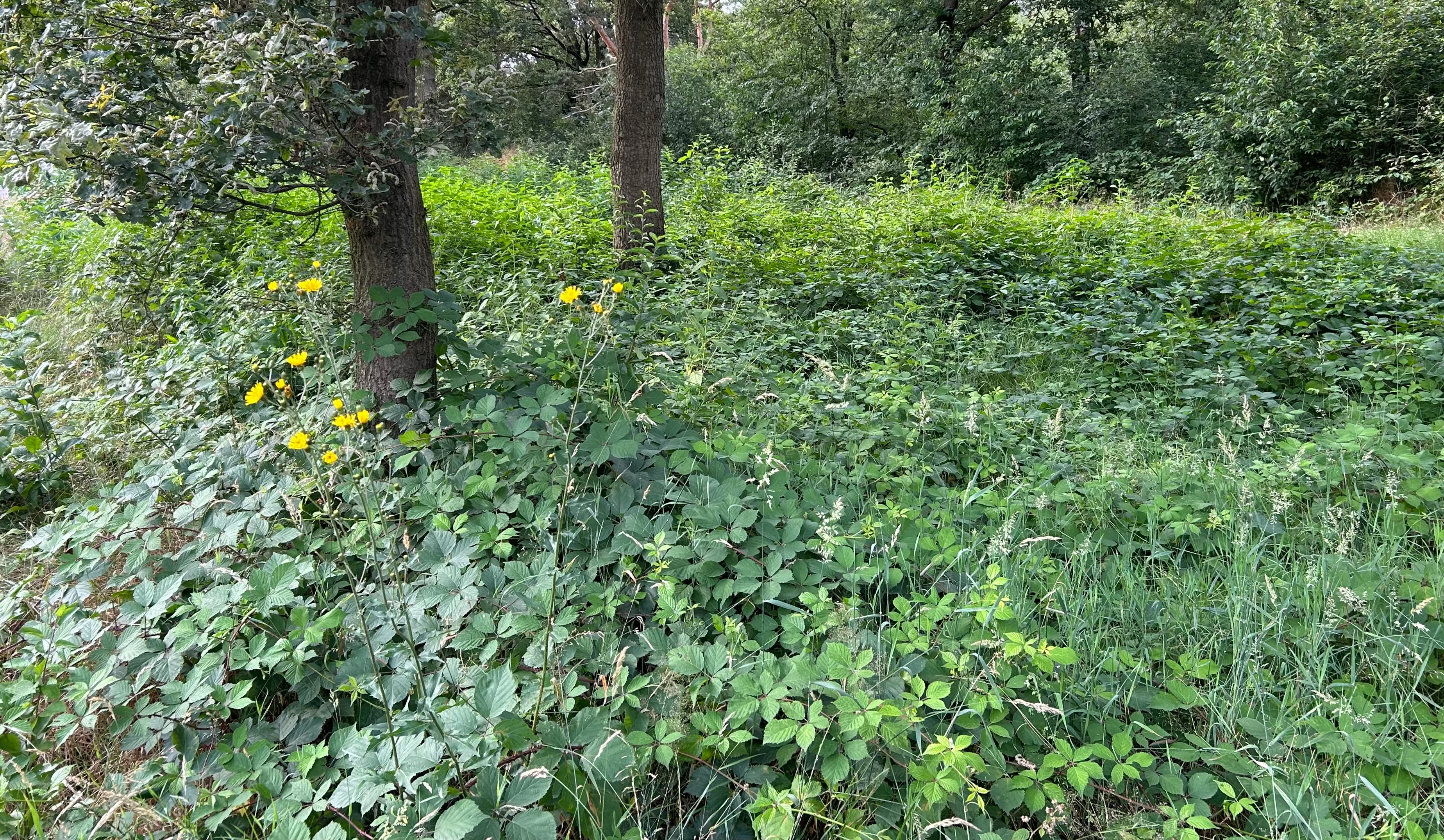
Een voormalige zoom van de associatie van boshavikskruid en gladde witbol die door staking van het maaibeheer via successie is overgegaan in een braamstruweel van de brummel-klasse.

Dikwijls betreft de klasse van gladde witbol en havikskruiden vervangingsgemeenschappen van de klasse van eiken- en beukenbossen op voedselarme grond of de klasse van eiken- en beukenbossen op voedselrijke grond. Wanneer het natuurbeheer van de vegetatie uit deze klasse ophoudt, veranderen ze in vegetatie van de klasse van nitrofiele zomen, of (meteen) in braamstruweel van de brummel-klasse.

## Vegetatiezonering
In de vegetatiezonering staat de klasse van gladde witbol en havikskruiden – als zoom – op de grens van bos of struweel met veel lagere formaties waaronder doorgaans grasland of dwergstruweel (of vegetatieloos terrein). De belangrijkste contactgemeenschappen onder de bossen zijn de klasse van eiken- en beukenbossen op voedselarme grond, de klasse van naaldbossen en de klasse van eiken- en beukenbossen op voedselrijke grond. Aan de open zijde zijn de belangrijkste contactgemeenschappen de graslanden van de klasse van heischrale graslanden, de klasse van droge graslanden op zandgrond, de klasse van matig voedselrijke graslanden en dwergstruwelen van de klasse van droge heiden. Plaatselijk, op verstoorde plekken, kunnen ook ruigten van de klasse van kapvlaktegemeenschappen of de klasse van nitrofiele zomen contactgemeenschappen vormen. Bij greppels en steilkanten grenst de klasse van gladde witbol en havikskruiden veelal aan mossenvegetatie van de pluisjesmos-klasse. Wanneer er onderin het talud (weleens) water staat, kunnen ook de eendenkroos-klasse, tandzaad-klasse of riet-klasse tot de contactgemeenschappen behoren.

### Microgemeenschappen
Microgemeenschappen komen maar weinig voor binnen de vegetatie uit de klasse van gladde witbol en havikskruiden. De gemeenschappen uit deze klasse zijn bovendien zelf eigenlijk al smalle linten die weinig oppervlakten in beslag nemen en bij vegetatiekarteringen zelden uitgetekend worden. De enige noemenswaardige microgemeenschappen die af en toe kunnen worden aangetroffen vindt men in de klasse van vertakt bekermos en neptunusmos en de pluisjesmos-klasse.

## Verspreiding
Het verspreidingsgebied van de klasse van gladde witbol en havikskruiden omvat West- en Centraal-Europa, oostwaarts tot in het oostelijke deel van de Alpen. Het zwaartepunt van de verspreiding ligt in de subatlantische streken, waarvan in het bijzonder Frankrijk, waar de grootste verscheidenheid aan gemeenschappen uit deze klasse wordt aangetroffen.
In Nederland is de klasse vooral beperkt tot de hogere zandgronden en het heuvelland van Zuid-Limburg. Daarnaast komt de klasse ook (zeer) fragmentair in het duin- en strandwallenlandschap van de kuststreken; de best ontwikkelde gemeenschappen hiervan vindt men op oude strandwallen in de landgoederenzone Rijswijk.

## Fauna
Vegetatie van de klasse van gladde witbol en havikskruiden is vooral voor bepaalde insecten van zeer groot belang. Zo zijn bijvoorbeeld de boszomen uit deze klasse zeer belangrijke habitats voor bosparelmoervlinder en eikenpage.

## Fotogalerij

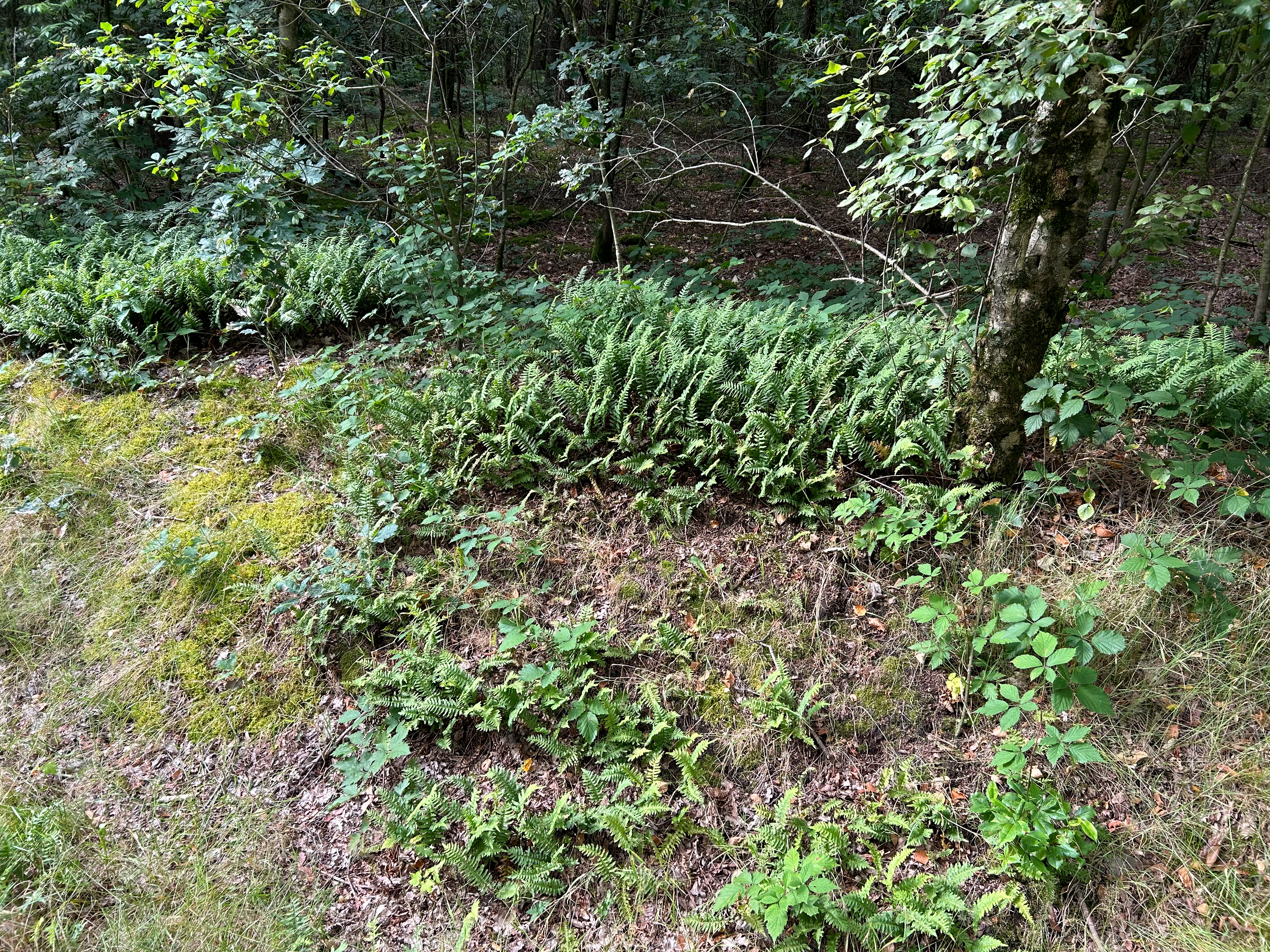
Zomeraspect van de associatie van eikvaren en knopjesmos
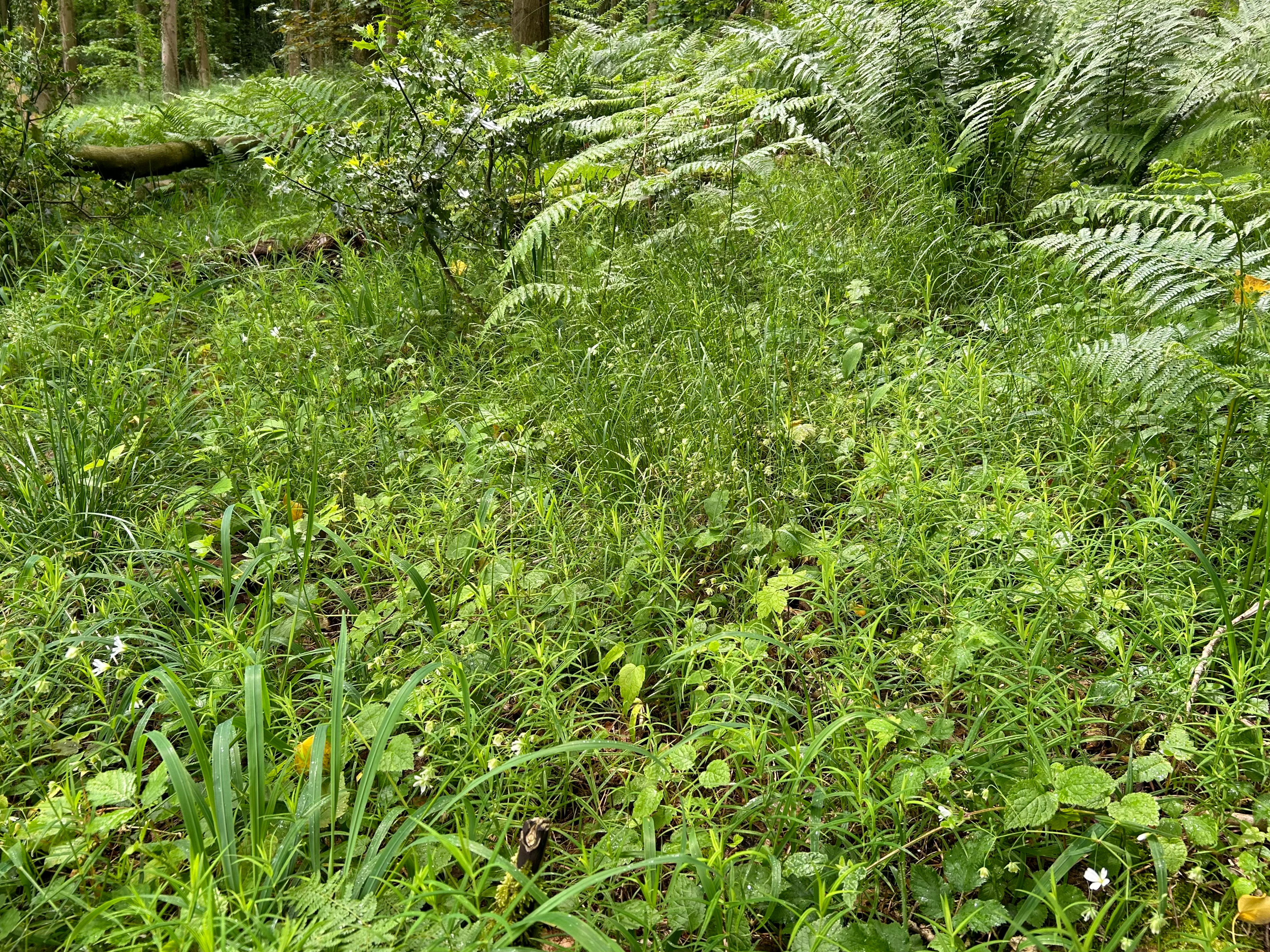
Schaduwgras-associatie
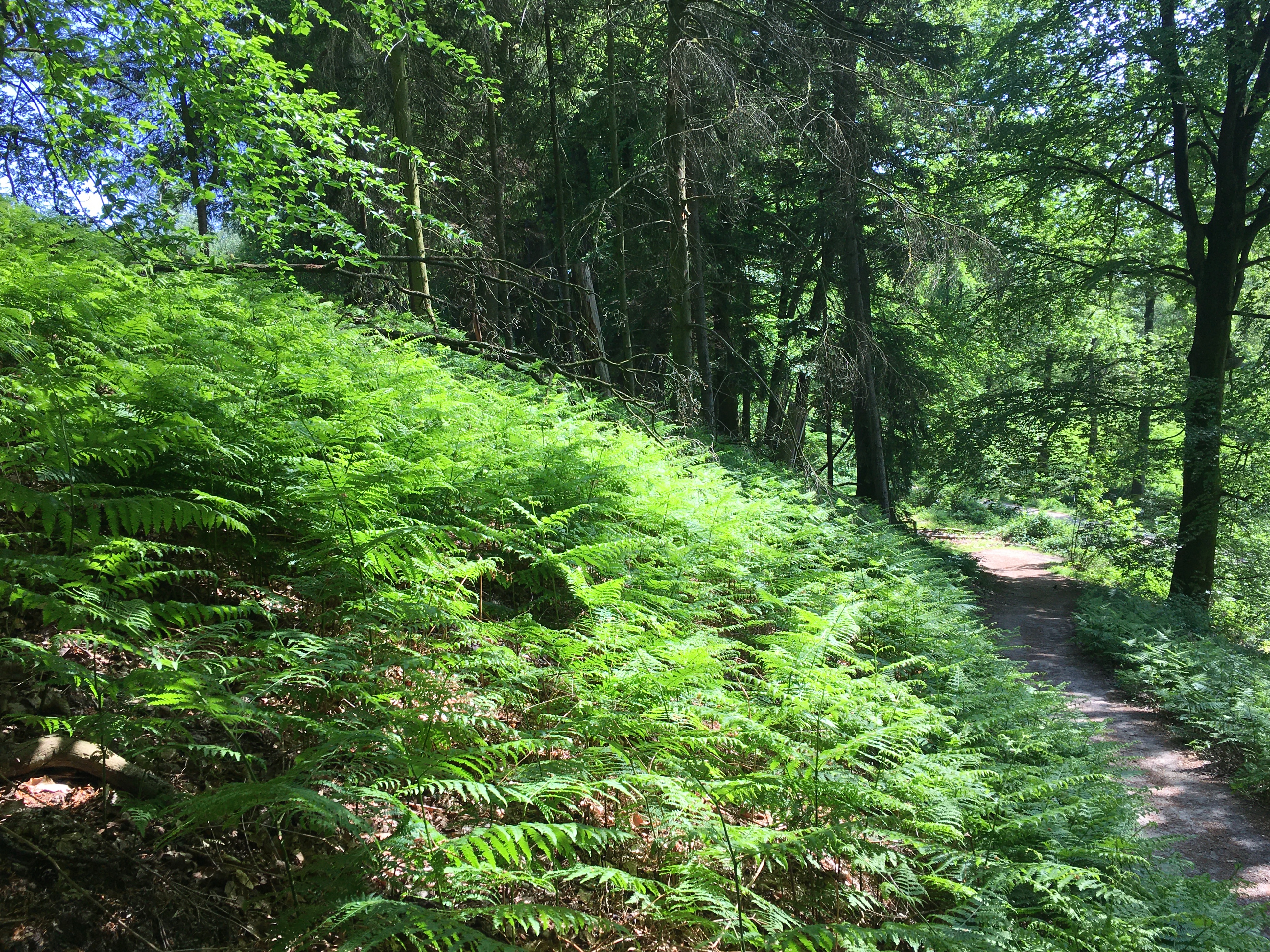
Een rompgemeenschap met adelaarsvaren
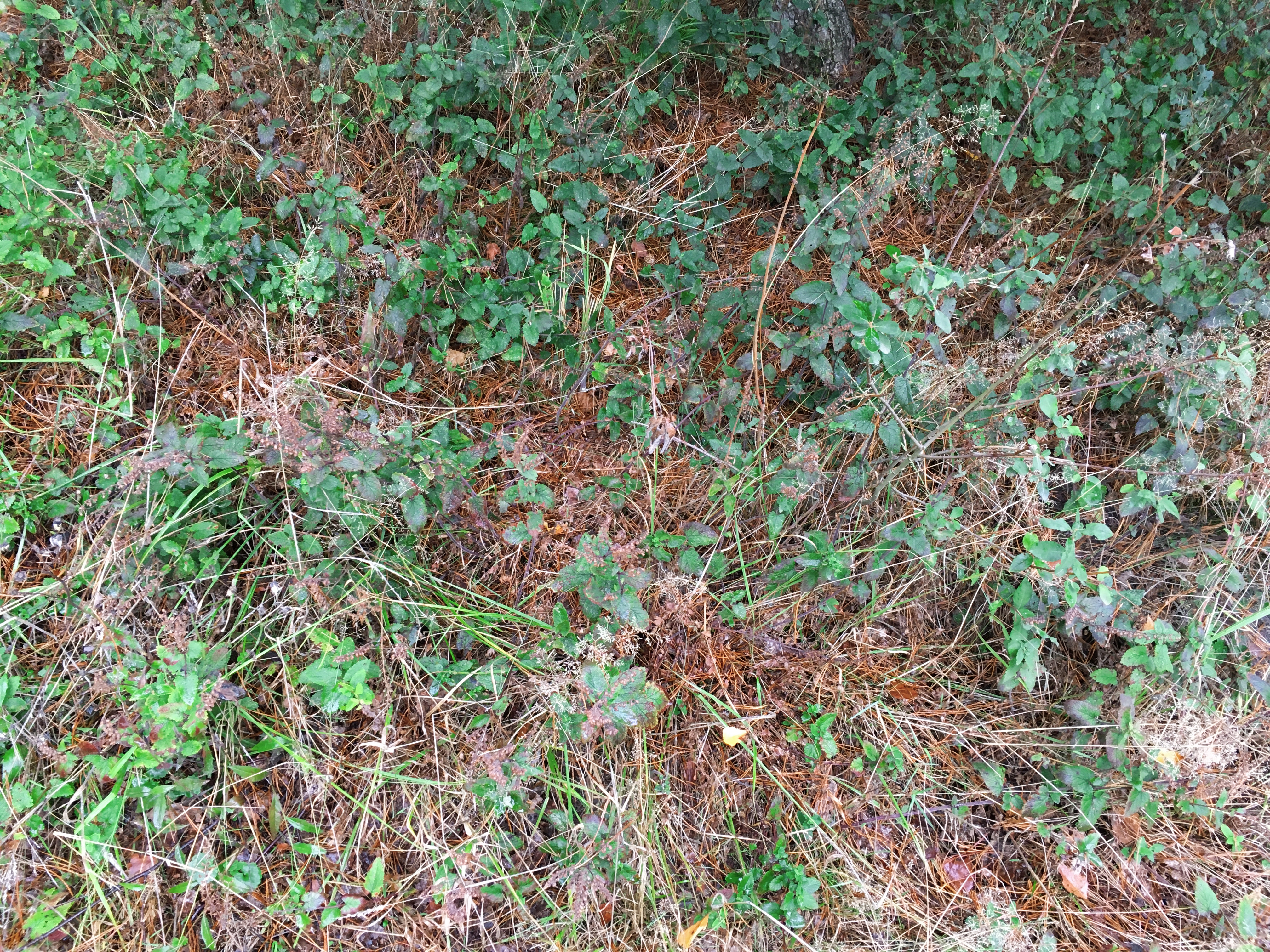
Een rompgemeenschap met valse salie